# Pontos de experiência

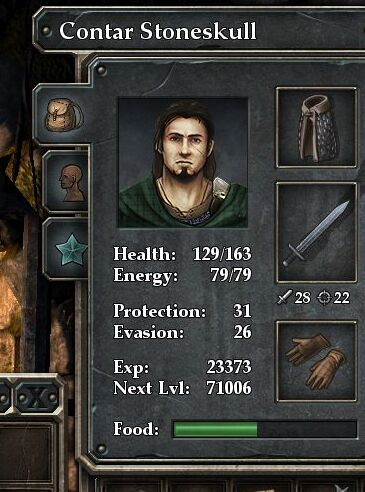
Foto do inventário de Legend of Grimrock (2012)

Pontos de experiência (também usa-se os acrónimos EP, EXP e XP) são pontos que existem majoritariamente em jogos onde as personagens estão submetidas a sistemas de níveis para suas capacidades. Subir de nível faz com que fiquem geralmente mais fortes ou melhor naquilo que fazem. Assim, para se subir de nível tem de se, através de várias maneiras, conseguir pontos de experiência. Há também jogos em que o sistema de pontos de experiência são mais livres, onde os pontos servem para distribuir ou gastar em habilidades e atributos específicos, como em GURPS e nos jogos do World of Darkness.
É uma forma de representar o avanço ou progresso individual de um personagem ao decorrer de sua existência. Este tipo de ponto existe majoritariamente em RPGs e em RPGs eletrônicos mas também estão presentes em jogos de ação, jogos de estratégia com elementos de RPG (exemplos: Rebelstar: Tactical Command, Fire Emblem e Final Fantasy Tactics) e outros.
As maneiras mais comuns de se conseguir estes pontos variam entre vencer lutas, completar missões, explorar locais e na utilização de habilidades, armas e outros itens.